# Castro Laboreiro
Castro Laboreiro és una freguesia portuguesa del concelho de Melgaço, amb 89,29 km² de superfície i 726 habitants (2001). La seva densitat de població és de 8,1 hab/km².